# Processi di Neuengamme
I processi di Neuengamme sono stati una serie di processi per crimini di guerra, svolti nella zona di occupazione britannica della Germania davanti a un tribunale militare britannico. Il processo principale ha avuto luogo dal 18 marzo 1946 al 3 maggio 1946 nella Curiohaus di Amburgo ed è quindi chiamato anche processo Curiohaus. In questo processo, 14 membri del personale dell'ex campo di concentramento delle SS di Neuengamme sono stati accusati di aver ucciso dei civili degli Stati alleati nel campo di concentramento; i crimini contro i cittadini tedeschi non sono stati oggetto del procedimento.
Il processo principale si è concluso dopo 39 giorni di processo con 14 condanne; sono state pronunciate ed eseguite undici condanne a morte e sono state comminate tre lunghe pene detentive. Al processo principale sono seguiti altri procedimenti secondari relativi ai crimini nel campo principale ed ulteriori altri processi relativi ai sottocampi di Neuengamme.

## Storia
Dal 20 aprile 1945, il campo di concentramento di Neuengamme fu sgomberato in pochi giorni dalle SS del campo e diecimila prigionieri del campo di concentramento furono trasportati a Lubecca dentro vagoni merci. Lì vennero collocati su tre navi, due delle quali vennero erroneamente incendiate dai bombardieri britannici il 3 maggio 1945: ciò ha portato al disastro di Cap Arcona, in cui sono stati uccisi quasi settemila prigionieri.
La notte del 21 aprile 1945, prigionieri di guerra russi vennero trasferiti assieme a venti bambini ebrei che erano stati usati nel campo di concentramento di Neuengamme per esperimenti sulla TBC condotti dal dottor Kurt Heissmeyer e assieme ai sanitari che seguivano i piccoli in un edificio scolastico vuoto a Bullenhuser Damm. Il trasferimento dei bimbi servì da copertura per il crimine nei confronti dei prigionieri di guerra sovietici, uccisi assieme ai piccoli e ai loro accompagnatori in un posto lontano dagli occhi della Croce Rossa. Un'altra fase finale del crimine fu l'esecuzione a Neuengamme di cinquantotto uomini e tredici donne provenienti dalla prigione di Fuhlsbüttel, il 21 e 23 aprile 1945. Del totale dei circa centomila prigionieri imprigionati nel campo di concentramento di Neuengamme e nei suoi campi satellite, almeno 42.900 sono certamente morti. Inoltre, diverse migliaia sono state trasferite da Neuengamme in altri campi di concentramento o sono morte per le conseguenze subite nei campi dopo la liberazione dal nazionalsocialismo.
I membri dell'esercito britannico trovarono il campo completamente sgomberato il 2 maggio 1945, poco tempo dopo che gli ultimi membri del campo SS si erano ritirati con un gruppo rimanente di settecento prigionieri. Poco prima i documenti incriminanti erano stati bruciati, le baracche ripulite e le tribune e le forche rimosse. Con l'indagine sui crimini commessi nel campo di concentramento di Neuengamme, quattro ufficiali britannici costituirono il War Crimes Investigation Team No. 2 (WCIT), a cui apparteneva anche il nipote di Sigmund Freud, Anton Walter Freud.
A causa dell'evacuazione del campo, il WCIT inizialmente ha avuto difficoltà a identificare i colpevoli ed a trovare i testimoni. La squadra è stata supportata dai prigionieri di Neuengamme sopravvissuti che appartenevano al "Comitato degli ex prigionieri politici" e che hanno contattato il WCIT tramite il Secret Intelligence Service: hanno riferito dei crimini nel campo di concentramento di Neuengamme, hanno consegnato al WCIT i registri dei morti precedentemente nascosti oltre ad un rapporto trimestrale del medico in loco di Neuengammer. Questi documenti furono in seguito prove importanti nel processo principale di Neuengamme. In più, gli ex prigionieri di Neuengamme hanno aiutato il WCIT nel rintracciare e identificare gli autori.
Diverse autorità del campo, come il comandante del campo Max Pauly, furono catturate nel maggio 1945. Pauly era partito dopo l'evacuazione finale del campo di concentramento al più tardi all'inizio di maggio 1945. Con il direttore della mensa del campo di concentramento di Jacobsen, Pauly aveva caricato un camion con pacchi della Croce Rossa svedese contenenti 400.000 sigarette, 20.000 barrette di cioccolato e 20.000 pacchetti di caffè e tè. Sulla strada per la sua città natale nello Schleswig-Holstein, Jacobsen lasciò parte del bottino con i suoceri di Pauly a Westerdeichstrich. Pauly stesso guidò l'auto dalla sua famiglia a Wesselburen all'inizio di maggio 1945 e poi si nascose con sua cognata a Flensburg, dove fu arrestato il 15 maggio 1945 alle 23:00 e portato nel campo di internamento di Neumünster.
Altre autorità, come l'ex ufficiale medico delle SS Alfred Trzebinski, inizialmente si erano nascoste. Trzebinski ha anche caricato un camion con pacchi della Croce Rossa svedese nel campo di concentramento di Neuengamme e si è recato a Husum, dove ha scambiato la sua uniforme delle SS con un'uniforme della Wehrmacht; ha finto di essere un ufficiale medico della Wehrmacht e inizialmente ha lavorato come medico nell'ospedale di riserva di Husum. Da lì è arrivato in un ospedale di Amburgo e alla fine ha lavorato come medico militare nel campo di liberazione di Hesedorf. Lui e la sua famiglia si sono trasferiti in un appartamento lì, Trzebinski è stato in grado di nascondere a lungo la sua vera identità, è stato rintracciato dall'ufficiale WCIT Freud a Hesedorf. Il 1 febbraio 1946 fu arrestato e trasferito nel campo di internamento di Westertimke. Poco tempo dopo gli fu chiesto dove si trovassero i venti bambini ebrei la cui scomparsa era stata comunicata al WCIT dagli ex prigionieri di Neuengamme. Questo crimine in seguito ha avuto un ruolo chiave nel processo principale di Neuengamme.
Altri ex membri del personale SS del campo di Neuengammer sono stati in grado di nascondersi, o sono morti, o non si sono trovati nel bacino di influenza della zona di occupazione britannica o sono stati condannati per altri processi. Il predecessore di Pauly, come comandante del campo di Neuengammer, Martin Gottfried Weiß fu condannato a morte nel processo principale di Dachau il 13 dicembre 1945 e successivamente giustiziato. Arnold Strippel, che fu coinvolto nell'omicidio dei bambini, riuscì a nascondersi per anni prima di essere catturato nel dicembre 1948.

## Base giuridica
La base giuridica del procedimento era il Regio Decreto del 14 giugno 1945, con il quale dovevano essere puniti i crimini di guerra commessi dopo il 1 settembre 1939.

### Atto d'accusa
Gli accusati erano i membri arrestati del personale SS a tutti i livelli dell'ex campo principale di Neuengamme. Tra loro c'era l'ultimo comandante del campo Max Pauly, il suo aiutante di campo Karl Totzauer, l'ufficiale medico delle SS Alfred Trzebinski, il capo del campo di custodia protettiva Anton Thumann, il comandante del battaglione di guardia Karl Wiedemann, il medico del campo Bruno Kitt, il paramedico Wilhelm Bahr come così come i capo blocco e gli aiutanti.
Il contenuto dell'atto d'accusa era "l'uccisione e il maltrattamento di cittadini delle Nazioni Alleate" nel campo di concentramento di Neuengamme. Al fine di poter punire non solo reati individuali come omicidio o maltrattamento, gli imputati sono stati accusati di "cospirazione": questo significava che anche l'appartenenza alle SS o al sistema dei campi di concentramento senza la prova di un atto commesso individualmente era considerata punibile. In questo modo, i crimini commessi nei campi di concentramento potevano essere puniti senza un sospetto specifico. In compenso ci sono state accuse specifiche contro un certo numero di imputati: i crimini contro i cittadini tedeschi non sono stati oggetto del procedimento; i relativi procedimenti sono stati consegnati ai tribunali tedeschi, che sono stati eseguiti dalla Commissione di controllo per la Germania (CCG).

### Corte
Secondo il Royal Warrant, la corte era composta da tre giudici militari britannici, eventualmente assistiti da un avvocato difensore. L'accusa ha assunto la cosiddetta Procura. Come nel processo Bergen-Belsen e successivamente nel processo Ravensbrück, questo compito è stato affidato a Stephen Malcolm Stewart, con C. L. Stirling in qualità di avvocato difensore. A differenza del processo Bergen-Belsen, gli imputati hanno potuto scegliere un consulente legale tedesco. Dopo che il verdetto è stato pronunciato, non è stato ammesso l'appello, ma solo una richiesta di grazia. Le sentenze sono diventate definitive solo dopo essere state confermate da un comandante in capo britannico, che ha tenuto conto delle osservazioni pervenute.

## Svolgimento del processo
Il processo principale di Neuengamme fu aperto il 18 marzo 1946 nella Curiohaus di Amburgo con 39 giorni di trattative. All'inizio del processo, 13 dei 14 imputati si sono dichiarati innocenti dopo aver letto le accuse, l'ex ufficiale medico delle SS Wilhelm Bahr si è dichiarato colpevole in misura limitata. Bahr aveva già ammesso come testimone nel processo Zyklon B del 2 marzo 1946, che si svolse anche al Curiohaus, di aver eseguito la gasazione di 197 prigionieri di guerra sovietici nel settembre 1942.
Stewart tenne il discorso di apertura dell'atto d'accusa, in cui fece riferimento per la prima volta al rapporto radiofonico degli Alleati del 23 aprile 1942, in cui gli autori del campo di concentramento SS erano stati minacciati di una severa punizione per aver commesso quei crimini. Ha poi affermato che l'imputato aveva commesso diversi crimini di guerra nel campo di concentramento di Neuengamme e che era stato dimostrato nel processo che tali crimini erano avvenuti con la partecipazione dell'imputato. Ha anche sottolineato che i crimini commessi nel campo di concentramento di Neuengamme non dovevano solo dimostrare la colpevolezza individuale, ma anche essere esemplari per le condizioni ed i crimini considerati. Stewart ha affrontato in modo specifico gli omicidi di Bullenhuser Damm e ha concluso il suo discorso come segue:
(Il Procuratore Maggiore Stephen Malcolm Stewart nel suo discorso di apertura il 18 marzo 1946)
Dopo l'arringa di Stewart, è iniziata l'udienza dei testimoni giurati dell'accusa. I testimoni poterono essere interrogati sia dall'accusa che dalla difesa. Gli ex detenuti del campo di concentramento di Neuengamme hanno riferito delle condizioni del campo e delle atrocità subite nel campo di concentramento ed hanno potuto partecipare al processo come testimoni solo durante la loro testimonianza. Durante l'interrogatorio dei testimoni, il tribunale è intervenuto solo nel caso che le domande fossero inammissibili. I 19 testimoni che hanno testimoniato personalmente hanno riferito di abusi, uccisioni, gasazioni e iniezioni di veleno, nonché le condizioni nell'infermeria dei prigionieri, degli esperimenti medici e delle circostanze dell'evacuazione del campo. Diversi testimoni hanno testimoniato sui singoli incidenti in modo che l'accusa potesse provare la colpevolezza individuale dei singoli imputati.
Tra le prove dell'accusa furono inclusi anche dei documenti del campo come ad esempio un rapporto del medico in loco datato 29 marzo 1945: questo rapporto, che l'impiegato dell'infermeria Emil Zuleger riuscì a nascondere nel corso della distruzione dei documenti, riporta un numero di 6.224 morti nei campi principali e secondari del campo di concentramento di Neuengamme per il primo trimestre del 1945. Zuleger ha testimoniato in tribunale che, per quanto di sua conoscenza, le cifre riportate nel rapporto erano sottostimate.
Dopo il discorso di apertura della difesa, dal 13º giorno del processo furono chiamati i testimoni della difesa, per lo più ex membri delle SS che furono anche internati dagli inglesi: questi hanno negato o sminuito i resoconti dei testimoni. Anche gli imputati sono stati interrogati: i crimini dei campi di concentramento nel contesto dello sterminio attraverso il lavoro così come gli abusi, gli omicidi e gli altri atti di violenza sono stati per lo più negati dagli imputati e, nel caso fosse stato dimostrabile cosa si fosse verificato, come la gasazione di prigionieri di guerra sovietici, sono stati giustificati dalla mancanza di un ordine o negati per l'assenza fisica. Le stesse condizioni del campo furono sorvolate. I capi dei blocchi e del comando hanno ammesso di aver picchiato anche i prigionieri, ma comunque su ordine dei loro superiori. Gli imputati raramente si incriminavano a vicenda.
Il comandante del campo Pauly, ad esempio, che vedeva la responsabilità generale delle condizioni del campo a "Berlino", ha dichiarato di non essere venuto a conoscenza dei crimini commessi contro i prigionieri nel campo e che le dichiarazioni dei prigionieri sui maltrattamenti erano di conseguenza una menzogna. Riguardo alla gasazione dei prigionieri di guerra sovietici nel settembre 1942, negò falsamente di essere già stato comandante del campo in quel momento e che quindi non poteva sapere nulla della gasazione. Diresse il campo di concentramento meglio gestito, anche in vista del benessere dei prigionieri. Venti testimoni hanno testimoniato per Pauly, tra cui l'ex Gauleiter di Amburgo Karl Kaufmann e il capo delle SS e della polizia Georg-Henning von Bassewitz-Behr. Di fronte all'omicidio di un bambino a Bullenhuser Damm, Pauly ha fatto appello all'emergenza e ha dichiarato che doveva essere eseguito un "ordine di esecuzione per i bambini". Nella sua testimonianza, Pauly si è fatto coinvolgere in alcune contraddizioni: ha affermato di aver letto l'ordine di esecuzione emesso da Oswald Pohl, ma che era indirizzato direttamente al medico in loco Trzebinski. Sebbene avesse incaricato Trzebinski di eseguire l'ordine, Trzebinski non aveva ricevuto l'ordine da lui, ma da Pohl. Queste affermazioni sono dubbie, dal momento che gli ordini di esecuzione andavano di solito al comandante del campo.
Trzebinski, invece, negò di aver mai visto l'ordine; piuttosto Pauly gli aveva ordinato di uccidere i bambini. Ha descritto il corso degli eventi in dettaglio in tribunale e ha ammesso di aver somministrato ai bambini un'iniezione di morfina per "sollievo" prima che fossero assassinati. Ha citato gli imputati Wilhelm Dreimann e Adolf Speck come coinvolti nel crimine, e Johann Frahm anche lui coinvolto nel crimine, e che è stato poi condannato a morte in un processo successivo:
(Alfred Trezebinski nel principale processo di Neuengamme sull'omicidio di un bambino di Bullenhuser Damm)
Dopo la fine delle testimonianze e delle prove, l'accusa e la difesa hanno tenuto le dichiarazioni conclusive. L'avvocato di Pauly, Curt Wessig, comunista ed ex detenuto del campo di concentramento di Fuhlsbüttel, ha presentato Pauly alla corte nella sua discussione conclusiva come uno strumento del disumano sistema nazista, che non dovrebbe essere accusato di crimini non dimostrati. Nel caso di omicidio di un bambino, la sua colpa risiede solo nella consegna dell'auto in cui i bambini sono stati trasportati sul luogo del delitto. Nella sua discussione conclusiva, il pubblico ministero è tornato sugli omicidi dei bambini e ha descritto il crimine come un "omicidio a sangue freddo", in cui anche Pauly, in qualità di autorità ordinatrice, era significativamente coinvolta. Il giudice avvocato ha quindi riassunto le prove per la corte. Il tribunale si pronunciò quindi sulla sentenza e il presidente del tribunale pronunciò il verdetto il 3 maggio 1946.

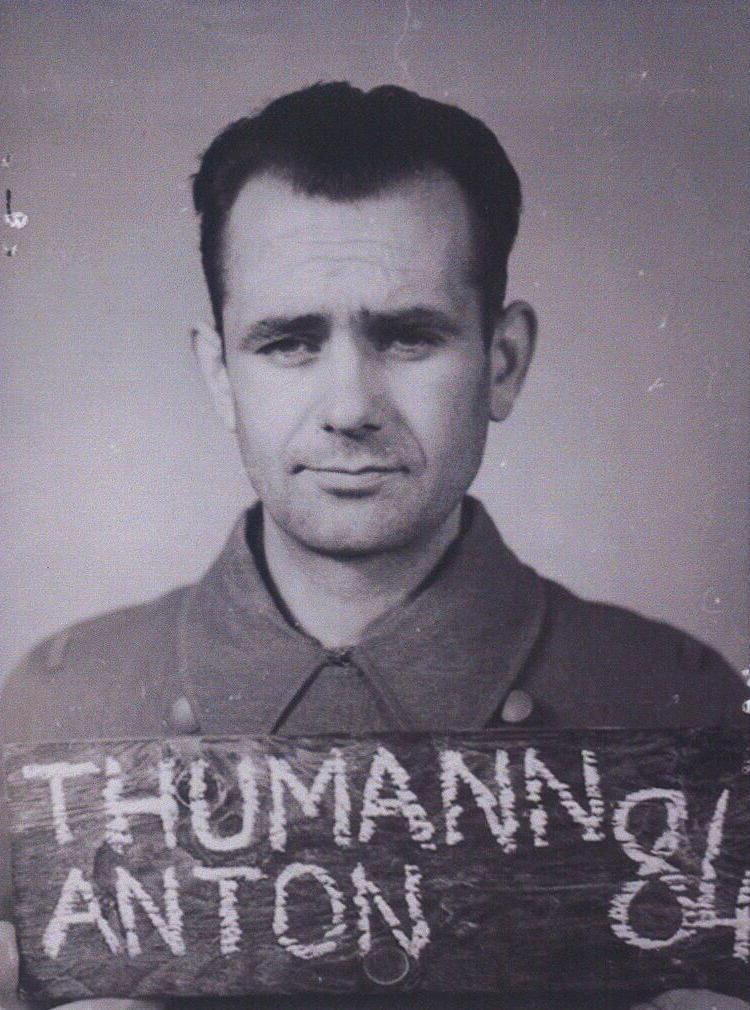
Anton Thumann internato nel Regno Unito

Le 14 sentenze
| Imputato          | Grado                  | Funzione                                           | Sentenza                      |
| ----------------- | ---------------------- | -------------------------------------------------- | ----------------------------- |
| Max Pauly         | SS-Obersturmbannführer | Lagerkommandant                                    | Condanna a morte, giustiziato |
| Anton Thumann     | SS-Obersturmführer     | Schutzhaftlagerführer                              | Condanna a morte, giustiziato |
| Alfred Trzebinski | SS-Hauptsturmführer    | Standortarzt                                       | Condanna a morte, giustiziato |
| Bruno Kitt        | SS-Hauptsturmführer    | Lagerarzt                                          | Condanna a morte, giustiziato |
| Wilhelm Dreimann  | SS-Unterscharführer    | Rapportführer                                      | Condanna a morte, giustiziato |
| Adolf Speck       | SS-Scharführer         | Block- und Kommandoführer                          | Condanna a morte, giustiziato |
| Johann Reese      | SS-Unterscharführer    | Block- und Kommandoführer                          | Condanna a morte, giustiziato |
| Wilhelm Bahr      | SS-Unterscharführer    | Sanitätsdienstgrad                                 | Condanna a morte, giustiziato |
| Andreas Brems     | SS-Unterscharführer    | Blockführer                                        | Condanna a morte, giustiziato |
| Wilhelm Warnke    | SS-Rottenführer        | Blockführer                                        | Condanna a morte, giustiziato |
| Heinrich Ruge     | SS-Unterscharführer    | Blockführer                                        | Condanna a morte, giustiziato |
| Karl Totzauer     | SS-Obersturmführer     | Adjutant und Gerichtsoffizier                      | 20 anni di reclusione         |
| Karl Wiedemann    | SS-Obersturmführer     | Kommandeur des Wachbataillons und Stützpunktleiter | 15 anni di reclusione         |
| Walter Kümmel     | SS-Unterscharführer    | 2. Rapportführer                                   | 10 anni di reclusione         |

## Esecuzione delle sentenze
Dopo il verdetto, i condannati furono trasferiti il 3 maggio 1946 dal carcere di Altona nel carcere di Fuhlsbüttel, dove attendevano la loro esecuzione. Gli avvocati difensori tentarono invano di ottenere la grazia attraverso ulteriori rinvii e dichiarazioni giurate. Tutte le sentenze furono confermate il 26 agosto 1946 dal capo avvocato militare dell'esercito britannico del Reno, Lord Russell di Liverpool. Il 2 ottobre 1946, i condannati a morte furono scortati ad Hameln in un trasporto militare britannico. Dal carnefice Albert Pierrepoint tutti i condannati a morte nel processo principale di Neuengamme furono impiccati uno dopo l'altro l'8 ottobre 1946 nel penitenziario di Hameln.
I tre condannati a pene detentive furono rilasciati anticipatamente: Kümmel il 26 febbraio 1952, Karl Totzauer e Karl Wiedemann il 5 agosto 1954, tutti detenuti nella prigione per crimini di guerra di Werl. Kümmel fu nuovamente indagato nel 1970, l'ufficio del pubblico ministero di Amburgo presumeva che avesse ucciso due bambini nel sottocampo Hamburg-Eidelstedt come direttore di questo campo. Il processo fu riaperto nel 1982 e Kümmel fu accusato di tre omicidi. È stato accusato di aver ucciso due bambini e una giovane donna ungherese malata di tubercolosi: in due casi, Kümmel è stato assolto; nel caso di uno dei neonati assassinati, il tribunale ha accertato la complicità di Caraway nell'omicidio come provato. Tuttavia, in conformità con l'atto introduttivo alla legge sugli illeciti amministrativi (EGOWiG), il procedimento è stato interrotto per prescrizione.

## Processi secondari al processo principale di Neuengamme e ai sottocampi
Al processo principale di Neuengamme hanno fatto seguito, a partire dal luglio del 1946, sette processi secondari al complesso criminale del campo di concentramento di Neuengamme, con 15 imputati, tra cui un detenuto funzionale. Tredici imputati sono stati condannati alla pena di morte, confermata ed eseguita in otto casi. Anche l'ex detenuto e predecessore Thumanns Albert Lütkemeyer è stato condannato a morte in questi processi e quindi giustiziato.
I crimini nei campi satellite di Neuengamme sono stati perseguiti nei 26 processi successivi. Oltre ai membri maschi dell'equipaggio del campo delle SS, sono state accusate anche 19 guardie femminili del campo di concentramento. Gli accusati includevano anche i funzionari carcerari e civili che avevano sfruttato i prigionieri dei campi di concentramento come lavoro forzato nelle loro aziende. I processi militari britannici furono condotti sui crimini avvenuti in 16 degli 80 sottocampi del campo di concentramento di Neuengamme: Amburgo-Neugraben, Amburgo-Sasel, Amburgo-Tiefstack, Amburgo-Wandsbek, Hannover-Ahlem, Hannover-Mühlenberg, Hannover-Stöcken (continentale), Helmstedt-Beendorf, Hildesheim, Husum-Schwesing, Ladelund, Meppen-Dalum, Meppen-Versen, Salzgitter-Drütte, Schandelah e Wilhelmshaven "Alter Banter Weg".
A causa della scadenza del mandato regio per i procedimenti giudiziari militari, ulteriori procedimenti, compresi quelli per i quali erano già state avviate le indagini, non ebbero più luogo dall'agosto 1948.

## Ulteriori processi
Nella Repubblica Federale Tedesca e nella DDR, dal 1946 in poi, sono stati avviati 142 procedimenti penali in relazione ai crimini nel campo di concentramento di Neuengamme e nei campi satellite Nella sola Amburgo sono stati avviati più di cento procedimenti di questo tipo, ma solo dieci di essi sono stati perseguiti.

## Valutazioni ed effetti
Tra il 1946 ed il 1948, un totale di 120 persone furono incriminate da un tribunale militare britannico nel processo principale di Neuengamme, nei processi secondari e nei processi dei sottocampi. A differenza dei processi secondari nei campi satellite di Neuengamme, dove un quinto degli accusati è stato assolto, nel processo principale di Neuengamme e nei processi successivi tutti gli accusati sono stati condannati.
Le condanne a morte inflitte nel processo principale di Neuengamme si basavano da un lato su reati verificabili individualmente, e ciò ha particolarmente colpito gli imputati ai livelli inferiori e medi dell'ex personale del campo, d'altra parte, anche gli imputati dell'ex direzione del personale del campo sono stati condannati a morte per la loro responsabilità per i crimini. I tre condannati a pene detentive sono stati l'eccezione nel processo principale.
A Kümmel, che è scoppiato in lacrime durante il processo, è stata attribuita la sua attività relativamente breve nel campo principale. La sua attività di responsabile del campo del campo satellite di Amburgo-Eidelstedt non è stata oggetto del procedimento. L'ex aiutante di campo e ufficiale giudiziario Totzauer è stato in grado di trasmettere in modo non veritiero alla corte che svolgeva solo compiti amministrativi nel campo e, come ufficiale giudiziario, perseguiva crimini commessi da membri delle SS. L'ex comandante della compagnia Wiedemann fece credere alla corte che la compagnia di guardia non faceva parte dell'equipaggio del campo. La sua funzione di responsabile di base del magazzino satellite di Neuengammer ad Amburgo non è stata presa in considerazione nel processo.
Le giustificazioni basate sulla mancanza di ordini non sono state riconosciute nel processo. L'ex detenuto di Neuengamme Fritz Bringmann, come testimone, ha distinto tra chi impartiva gli ordini e chi eseguiva gli ordini. Non solo gli atti verificabili individualmente, ma anche gli ordini corrispondenti sono stati puniti nel processo. L'esempio di Bringmann, che nel settembre 1942 si era rifiutato di eseguire la gasazione dei prigionieri di guerra sovietici ordinata dall'imputato Bahr, dimostrò che gli ordini potevano essere rifiutati senza mettere in pericolo la vita. Il Gauleiter Kaufmann ed il capo delle SS e della polizia Bassewitz-Behr non furono accusati, nonostante la loro "responsabilità politica" per i crimini di Neuengamme.
I processi di Neuengamme, che sono stati condotti sotto lo stato di diritto, chiariscono che la magistratura militare britannica stava punendo risolutamente i crimini dei campi di concentramento; Il fatto che non ci fossero più processi o accuse era dovuto alla mancanza di personale e alle limitate risorse di tempo.

## Maggiori informazioni
Una trascrizione protocollare degli atti in quattro volumi fu pubblicata ad Amburgo nel 1969 con il titolo Curiohaus-Prozess. Udienza davanti al tribunale militare britannico dal 18 marzo al 3 maggio 1946 contro i principali responsabili del campo di concentramento di Neuengamme, pubblicata da ex prigionieri di Neuengamme.
Il 27 gennaio 2011, il documentario 39 Days Curiohaus, messo in scena da Michael Batz, è stato presentato in anteprima nel Großen Festsaal nel municipio di Amburgo. In questa performance scenica, che è accompagnata dalla musica, è stato mostrato il corso del processo principale di Neuengamme utilizzando citazioni degli autori e delle vittime che sono state lette ad alta voce. Lo spettacolo ha avuto luogo nell'ambito della Giornata della memoria delle vittime del nazionalsocialismo.